# Herbert Howells
Herbert Norman Howells (* 17. Oktober 1892 in Lydney, Gloucestershire; † 23. Februar 1983 in London) war ein englischer Komponist.

## Leben und Werk
Herbert Howells war das jüngste der sechs Kinder von Oliver und Elizabeth Howells. Sein Vater war ehrenamtlicher Organist, und Herbert selbst zeigte früh eine vielversprechende musikalische Begabung. Er studierte zunächst bei Herbert Brewer an der Gloucester Cathedral, als Orgelschüler zudem bei Ivor Novello und Ivor Gurney, einem gefeierten englischen Liedkomponisten, mit dem er enge Freundschaft schloss. Später studierte er am Royal College of Music in London bei Stanford, Hubert Parry und Charles Wood.
1915 wurde bei ihm eine Schilddrüsenerkrankung diagnostiziert und noch eine Lebensspanne von sechs Monaten in Aussicht gestellt. Daher beschlossen die Ärzte, eine bislang unerprobte Behandlungsmethode anzuwenden, und er wurde der erste Patient in Großbritannien, der einer Strahlentherapie unterzogen wurde.
1917 wurde er vorübergehend Assistenzorganist an der Kathedrale von Salisbury, wegen seiner schweren Krankheit konnte er diese Stelle jedoch nur kurz bekleiden; später, während des Zweiten Weltkrieges, war er stellvertretender Organist am St John’s College, Cambridge. Von 1936 bis zu seiner Emeritierung 1962 bekleidete Howells das Amt des Director of Music an der St Paul’s Girls’ School in Brook Green, Hammersmith – als Nachfolger von Gustav Holst.
Während er in seinen 20ern bis 30ern stand, konzentrierte sich sein kompositorisches Schaffen vor allem auf Orchester- und Kammermusik, darunter auch zwei Klavierkonzerte. Die Ablehnung, die das 2. Konzert erfuhr, führte zu einem vorübergehenden Versiegen von Howells kompositorischer Aktivität. Ein weiterer Schicksalsschlag war 1935 der Tod seines Sohnes Michael (die Quellenangaben schwanken, ob durch Polio oder Meningitis), der Howells bis ins Mark traf. Dies scheint aber dennoch eine neue schöpferische Phase ausgelöst zu haben, wenngleich Howells und seine Musik nach dieser Lebenskrise nicht mehr dieselben waren. Obwohl kein strenger Christ, widmete er sich zunehmend der Komposition von Kirchenmusik. Am herausragendsten ist dabei der Hymnus Paradisi für Soli, Chor und Orchester. Das Werk entstand nach dem Tod des Sohnes, wurde jedoch erst 1950 uraufgeführt und veröffentlicht; nach Howells eigener Aussage auf Drängen seines Freundes und Mentors Ralph Vaughan Williams. Es beinhaltet Passagen eines Requiem a cappella, begonnen vor Michaels Tod, das jedoch erst 1981 veröffentlicht und seinem Gedächtnis gewidmet wurde.
Hymnus Paradisi war das erste von vier großformatigen geistlichen Chorwerken. Die Missa Sabrinensis ist, was Umfang und Besetzung angeht, vergleichbar mit der Missa solemnis von Ludwig van Beethoven, während An English Mass eine erheblich kleinere Besetzung vorsieht, weitgehend englische Texte verwendet und der anglikanischen Tradition eines Service nach dem Book of Common Prayer folgend, das Gloria an den Schluss stellt. Howells Stabat mater ist mit einer Dauer von etwa 50 Minuten eines der längsten musikalischen Werke über diesen Text.
Howells wurde besonders bekannt für sein umfangreiches Schaffen im Bereich der anglikanischen Kirchenmusik, das einen vollständigen Gottesdienst für das King’s College, Cambridge einschließt, sowie unter anderem das Magnificat und ein Nunc dimittis für die Chöre der St Paul’s Cathedral und der Gloucester Cathedral. Die Motette Take Him, Earth, for Cherishing wurde kurz nach der Ermordung John F. Kennedys geschrieben und dem Gedächtnis des Präsidenten gewidmet.
In seinem späteren Leben wurde er Ehrendoktor der Universität Cambridge und Mitglied des Order of the Companions of Honour.